# Palatogobius paradoxus
Palatogobius paradoxus é uma espécie de peixe da família Gobiidae e da ordem Perciformes.

## Morfologia
- Os machos podem atingir 3,5 cm de comprimento total.[4][5]

## Habitat
É um peixe marítimo, de clima tropical e demersal.

## Distribuição geográfica
É encontrado no Oceano Atlântico ocidental: desde o Nordeste do Golfo do México até às Pequenas Antilhas.

## Observações
É inofensivo para os humanos.